# シュプレー＝ナイセ郡
シュプレー＝ナイセ郡 (ドイツ語: Landkreis Spree-Neiße, 低地ソルブ語: Wokrejs Sprjewja-Nysa) は、ドイツ、ブランデンブルク州南東部の郡である。

## 地理
隣接するのは、北部ではオーダー＝シュプレー郡、東部ではボーランド、南部ではザクセン州のゲルリッツ郡とバウツェン郡、西部ではオーバーシュプレーヴァルト＝ラウジッツ郡、ダーメ＝シュプレーヴァルト郡である。シュプレー＝ナイセ郡は、郡独立市のコトブスを完全に取り囲んでいる。

## 歴史
シュプレー＝ナイセ郡は、1993年ブランデンブルク州郡改革の一環として、同年12月6日に旧コトブス＝ラント郡、グーベン郡、フォルスト郡、シュプレンベルク郡を統合して、成立した。なおグーベン郡は、その意志に反して当郡に組み込まれた。
2003年ブランデンブルク州自治体改革では、本郡は反対を表明したにもかかわらず、ガリンヒェン、グロース・ガーグロウ、キーケブッシュ（当時のアムト・ノウハウゼン/シュプレー）が、都市コトブスに編入された。ブランデンブルク州政府は、同時にアムト・ノウハウゼン/シュプレーの残りの自治体を、単一のアムト非所属自治体ノイハウゼン/シュプレーに統合しようとした。手続き上の不備により、この合併が発効したのは2004年9月19日なってからであった。

## 人口動態
以下の表は、シュプレー＝ナイセ郡の人口動態を示している（1990年は10月3日付、1991年からは12月31日付け）。数値は統計時の郡域によるものである（当郡成立以前の1990年から1992年の数値は、1993年12月6日の領域に合わせた数値）。2003年10月26日の自治体領域改革によって郡域の一部がコトブスに編入され、当郡は約5,300人の人口を失う結果となった。 
| 年   | 人口    |
| ---- | ------- |
| 1990 | 157,358 |
| 1991 | 153,328 |
| 1992 | 150,820 |
| 1993 | 152,241 |
| 1994 | 152,982 |
| 1995 | 153,493 |
| 1996 | 154,856 |
| 1997 | 155,946 |
| 1998 | 155,773 |
| 1999 | 155,247 |

| 年   | 人口    |
| ---- | ------- |
| 2000 | 153,827 |
| 2001 | 151,100 |
| 2002 | 148,939 |
| 2003 | 141,256 |
| 2004 | 139,464 |
| 2005 | 136,896 |
| 2006 | 135,017 |
| 2007 | 132,798 |
| 2008 | 130,626 |
| 2009 | 128,470 |

| 年   | 人口    |
| ---- | ------- |
| 2010 | 126,400 |
| 2011 | 121,571 |
| 2012 | 120,178 |
| 2013 | 118,899 |
| 2014 | 118,030 |

- 現在の郡域の人口動態と予測
- 1875年からの人口動態（領域は今日のもの）
- 人口動態予測
- 年齢構成予測

出典：ベルリン＝ブランデンブルク統計局、ブランデンブルク州建設交通局、ベルテルスマン財団による詳細なデータはWikimedia CommonsのPopulation Projection Brandenburg にある。

## 政治

### 郡長
- 1994–2010：ディーター・フリーゼ (Dieter Friese, SPD)
- 2010–：ハラルト・アルテクリューガー (Harald Altekrüger, CDU)

### 郡議会
郡議会議長：モニカ・シュルツ＝ヘプフナー (Monika Schulz-Höpfner, CDU)
郡議会は50人の議員と郡長で構成されている。
| 政党/グループ                                                                                       | 議席 |
| --------------------------------------------------------------------------------------------------- | ---- |
| CDU                                                                                                 | 15   |
| SPD                                                                                                 | 10   |
| DIE LINKE.                                                                                          | 9    |
| FDP                                                                                                 | 3    |
| NPD                                                                                                 | 2    |
| Bürger für die Lausitz (Klinger Runde)                                                              | 2    |
| Brandenburger Vereinigte Bürgerbewegungen/Freie Wähler (BVB/FREIE WÄHLER)                           | 2    |
| GRÜNE/B90                                                                                           | 1    |
| Wählergruppe Landwirtschaft und Umwelt (WG LW und Umwelt)                                           | 1    |
| Alternative für Deutschland (AfD)                                                                   | 1    |
| Wählerbündnis Ländlicher Raum Spree-Neiße (WLR-SPN)                                                 | 1    |
| Gruppe Unabhängige Bürger Spree-Neiße (GUB-SPN)                                                     | 1    |
| Spremberger Bürgerinitiative Spremberg - sozial, parteiunabhängig, bürgernah (Bürgerinitiative SPB) | 1    |
| Wählergruppe Vereinte Sozialgemeinschaft (VS)                                                       | 1    |
| 合計                                                                                                | 50   |

（2014年5月25日地方選挙結果）
シュプレー＝ナイセ郡郡議会の統一会派は以下の通り。CDU, SPD, DIE LINKE., FREIE BÜRGER, Freie Wähler SPN。

### 紋章
紋章は1995年9月6日に承認された。
紋章記述：「4部分に分かれ、上部前側には銀地に直立する赤いカニ、後側には赤地に立ち上がり、尾が二つ付き、王冠をかぶるライオン、下部前側には青地に金の三葉の王冠、後側には金地に、直立し、外側に曲がる赤い鹿の角で、4つの端部と根本はクローバーの葉の形をしている」。
郡内のアムト、市町村の紋章はシュプレー＝ナイセ郡の紋章一覧を参照。

### 旗
旗はブランデンブルク州の色である赤と白で4部分に塗り分けられ、中央には郡の紋章が付く。

## 経済と社会資本

### 経済
シュプレー＝ナイセ郡は、ブランデンブルク州内では産業集中地域に数えられる。経済構造は、伝統的に褐炭、エネルギーが産業の特徴となっている。また合成物質、化学、食品、金属加工、製紙、建設、建設資材といった将来に可能性をもつ産業分野が存在する。重要な工業、産業地帯は、シュプレンベルク（地域成長拠点）、フォルスト (ラウジッツ)、グーベン、ヴェルツォウといった都市にある。
経済拠点であるシュプレンベルクは、15か所あるブランデンブルク州地域経済拠点の一つである。これにより指定された先進産業が支援されている。
スイス企業、Prognos社がハンデルスブラットと共同して作成した未来地図 (Zukunftsatlas) では、シュプレー＝ナイセ郡は2004年に調査対象となった全439地域の中で第424位であった。2007年では全414の中で最下位であった。2010年の調査では全412地域中392位と、28位改善された。3年後の調査では全402地域中394位であった。

### 交通
| シュプレー＝ナイセ郡内の自動車登録件数        | 2008   | 2009   | 2010   | 2011   | 2012   | 2013   | 2014   |
| --------------------------------------------- | ------ | ------ | ------ | ------ | ------ | ------ | ------ |
| 乗用車登録数（1月1日付）                      | 72 281 | 71 840 | 71 846 | 71 716 | 71 588 | 71 102 | 70 627 |
| 人口1,000人あたりの乗用車数（前年12月31日付） | 544    | 550    | 559    | 567    | 589    | 592    | 594    |

## 市町村
2004年自治体領域改革とハイデミュール廃止の決定の結果、2016年1月1日以降、本郡には7都市を含む、全29自治体がある。2008年の公式決定により18自治体と4地区が正式に2言語表記となっていた（ドイツ語、低地ソルブ語）。
*カッコ内斜体は公式の低地ソルブ語名称である。
2016年1月1日付で、自治体ホルノウ＝ヴァーデルスドルフは、シュプレンベルクに編入された。
| 都市 ¹ アムト所属市 ² 公式なソルブ語名を定めていないが、2言語の地区がある都市 1. デーベルン¹（3,118人） 2. ドレープカウ (Drjowk) （5,534人） 3. フォルスト (ラウジッツ)²（17,721人） 4. グーベン（16,210人） 5. パイツ (Picnjo) ¹（4,452人） 6. シュプレンベルク (Grodk) （21,497人） 7. ヴェルツォウ²（3,229人） アムト非所属自治体 1. コルクヴィッツ (Gołkojce) （9,384人） 2. ノイハウゼン/シュプレー（4,924人） 3. シェンケンデーベルン（3,494人） | アムト及び所属自治体 ² 公式なソルブ語名を定めていないが、2言語の地区がある自治体 1. アムト・ブルク (シュプレーヴァルト) (Amt Bórkowy (Błota)) （9,107人） 1. ブリーゼン (Brjazyna) （795人） 2. ブルク (シュプレーヴァルト) (Bórkowy (Błota)) （4,267人） 3. ディッセン＝シュトリーゾウ (Dešno-Strjažow) （984人） 4. グーロウ (Góry) （517人） 5. シュモーグロウ＝フェーロウ (Smogorjow-Prjawoz) （809人） 6. ヴェルベン (Wjerbno) （1,735人） 2. アムト・デーベルン＝ラント (Amt Derbno-kraj) （10,228人） (Amtssitz: Döbern) 1. デーベルン、都市（3,118人） 2. フェーリックスゼー²（1,812人） 3. グロース・シャックスドルフ＝ジンマースドルフ（762人） 4. イェムリッツ＝クライン・デューベン（439人） 5. ナイセ＝マルクセタール（1,571人） 6. チェルニッツ（1,155人） 7. ヴィーゼングルント²（1,371人） 3. アムト・パイツ (Amt Picnjo) （10,638人） 1. ドラッハハウゼン (Hochoza) （746人） 2. ドレーノウ (Drjenow) （502人） 3. ハイナースブリュック (Móst) （568人） 4. イェンシュヴァルデ (Janšojce) （1,504人） 5. パイツ (Picnjo) 、都市（4,452人） 6. タウアー (Turjej) （685人） 7. タイヒラント (Gatojce) （1,079人） 8. トゥルノウ＝プライラック (Turnow-Pśiłuk) （1,102人） |

## 観光

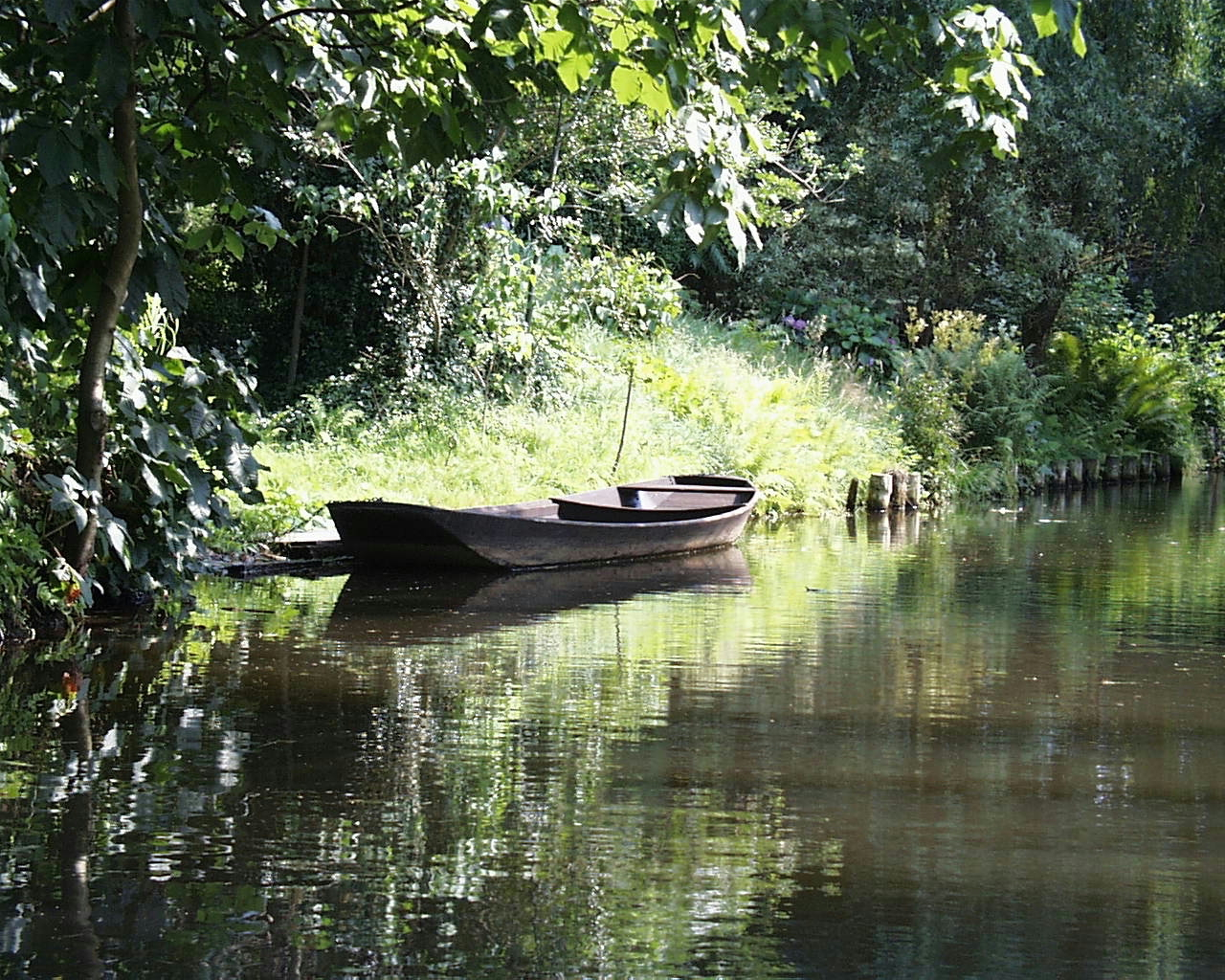
シュプレーヴァルトの小舟

シュプレー＝ナイセ郡には、観光地であるシュプレーヴァルト、ニーダーラウジッツ、ラウジッツ湖水地方が含まれている。
中心となる観光地としては、療養地（クーアオルト、療養泉が運営されている場所）であるブルク (シュプレーヴァルト)が挙げられる。
河川ではシュプレー川、ラウジッツァー・ナイセ川が、カヌーを楽しむ観光客を惹きつけている。また褐炭の露天掘り現場は、現在3か所が操業中で、その光景は圧巻であり、技術に関心がなくとも非常に印象深いものである。
特記に値するものに、密な自転車道路網がある（約1,000 kmで大部分がアスファルトで舗装されている）。その内6本がドイツの全国規模の自転車協会 ADFG の認証を受けている（オーダー＝ナイセ自転車道、シュプレー自転車道、トゥール・ブランデンブルクが4つ星、ニーダーラウジッツ採鉱トゥール (Niederlausitzer Bergbautour)、ピュックラー侯爵道、キュウリ自転車道は3つ星となっている）。

### 姉妹郡
シュプレー＝ナイセ郡は、以下の郡と姉妹協定を結んでいる。
- クロスノ郡（ドイツ語版）（ポーランド）2000年
- ジェロナグラ郡（ドイツ語版）（ポーランド）2002年
- ジャリ郡（ドイツ語版）（ポーランド）2011年
- イースト・ロージアン（イギリス）1999年
- クートニー・バウンダリー地域（カナダ）1999年

シュプレー＝ナイセ郡は、既に1998年から外国の郡との協力関係を築いてきた。その主な目的は、郡内の市民が様々なプロジェクトで直に姉妹郡とふれあうことによって、異文化を知り、理解することを学び、民族の間の垣根を取り払い、そしてこの道筋の上に、寛容な共存を支援する機会を与えることである。

## ナンバープレート
1994年1月1日以来、識別記号の「SPN」が割り当てられ、使用されている。
2000年頃までの旧郡時代には、特別なナンバーが与えられていた。
| 地域               | アルファベット | 数字       |
| ------------------ | -------------- | ---------- |
| シュプレンベルク郡 | A から E       | 1 から 999 |
| シュプレンベルク郡 | Y              | 1 から 999 |
| シュプレンベルク郡 | AA から EZ     | 1 から 99  |
| シュプレンベルク郡 | YA から YZ     | 1 から 99  |
| フォルスト郡       | H から L       | 1 から 999 |
| フォルスト郡       | X              | 1 から 999 |
| フォルスト郡       | HA から HZ     | 1 から 99  |
| フォルスト郡       | XA から XZ     | 1 から 99  |
| グーベン郡         | M から R       | 1 から 999 |
| グーベン郡         | Z              | 1 から 999 |
| グーベン郡         | MA から RZ     | 1 から 99  |
| グーベン郡         | ZA から ZZ     | 1 から 99  |
| コトブス＝ラント郡 | S から W       | 1 から 999 |
| コトブス＝ラント郡 | SC から WZ     | 1 から 99  |

ナンバープレート自由化の一環として、2013年3月19日からは「FOR」（フォルスト）、「GUB」（グーベン）、「SPB」（シュプレンベルク）が利用可能となった。これらは1990年から1993年の旧郡を反映したものである。